# When All That's Left Is You
When All That's Left Is You é o álbum de estréia da banda estadunidense Quietdrive. O álbum foi lançado pela gravadora Epic Records, filiada a Sony BMG Music Entertainment.
O single "Rise from the Ashes" faz parte da trilha sonora do jogo da EA Sports "NHL 07" para PlayStation 2, Xbox 360 e Windows.

## Faixas
Todas as faixas escritas e compostas por Quietdrive. 
| N.º            | Título                | Duração |  |
| 1.             | "Rise from the Ashes" | 2:59    |  |
| 2.             | "Get Up"              | 3:34    |  |
| 3.             | "Take a Drink"        | 2:43    |  |
| 4.             | "Let Me Go In"        | 2:39    |  |
| 5.             | "Rush Together"       | 2:32    |  |
| 6.             | "Maybe Misery"        | 2:59    |  |
| 7.             | "I Lie Awake"         | 3:10    |  |
| 8.             | "The Season"          | 3:01    |  |
| 9.             | "Time After Time"     | 3:07    |  |
| 10.            | "Both Ways"           | 3:39    |  |
| Duração total: | Duração total:        | 31:20   |  |

## Pessoal
- Butch Walker - Produtor
- Matt Kirkwold - Produtor
- Chris Lord-Alge - Mixagem
- Kevin Truckenmiller - Vocal, Guitarra
- Matt Kirby - Vocal, Guitarra
- Justin Bonhiver - Guitarra
- Droo Hastings - Baixo
- Brandon Lanier - Bateria